# ホックリー郡 (テキサス州)
ホックリー郡（ホックリーぐん、英: Hockley County）は、アメリカ合衆国テキサス州の北部に位置する郡である。2010年国勢調査での人口は22,935人であり、2000年の22,716人から1.0％増加した。郡庁所在地はレベランド市（人口5,158人）であり、同郡で人口最大の都市でもある。郡名はテキサス共和国で陸軍長官を務めたジョージ・ワシントン・ホックリーに因んで名付けられた。
ホックリー郡はその全体でレベランド小都市圏を構成し、さらにはラボック市と共にラボック・レベランド広域都市圏を構成している。

## 歴史
ホックリー郡は1876年にヤング郡とベア郡から分離して創設された。郡名はサンジャシントの戦いで砲兵隊を指揮し、後にテキサス共和国で陸軍長官を務めたジョージ・ワシントン・ホックリーに因んで名付けられた。

## 地理
アメリカ合衆国国勢調査局に拠れば、郡域全面積は909平方マイル (2,354.3 km2)であり、このうち陸地908平方マイル (2,351.7  km2)、水域は1平方マイル (2.6 km2)で水域率は0.03％である。

### 主要高規格道路
- アメリカ国道82号線
- アメリカ国道84号線
- アメリカ国道385号線
- テキサス州道114号線

### 隣接する郡
- ラム郡 - 北
- ラボック郡 - 東
- テリー郡 - 南
- コクラン郡 - 西

## 人口動態
以下は2000年の国勢調査による人口統計データである。
| 基礎データ - 人口: 22,716人 - 世帯数: 7,994 世帯 - 家族数: 6,091 家族 - 人口密度: 10人/km2（25人/mi2） - 住居数: 9,148軒 - 住居密度: 4軒/km2（10軒/mi2） 人種別人口構成 - 白人: 74.38% - アフリカン・アメリカン: 3.72% - ネイティブ・アメリカン: 0.82% - アジア人: 0.13% - 太平洋諸島系: 0.04% - その他の人種: 18.68% - 混血: 2.22% - ヒスパニック・ラテン系: 37.24% 年齢別人口構成 - 18歳未満: 29.1% - 18-24歳: 11.8% - 25-44歳: 25.9% - 45-64歳: 20.6% - 65歳以上: 12.6% - 年齢の中央値: 33歳 - 性比（女性100人あたり男性の人口） - 総人口: 96.3 - 18歳以上: 92.2 | 世帯と家族（対世帯数） - 18歳未満の子供がいる: 38.1% - 結婚・同居している夫婦: 60.4% - 未婚・離婚・死別女性が世帯主: 11.5% - 非家族世帯: 23.8% - 単身世帯: 21.2% - 65歳以上の老人1人暮らし: 10.0% - 平均構成人数 - 世帯: 2.77人 - 家族: 3.32人 収入と家計 - 収入の中央値 - 世帯: 31,085米ドル - 家族: 35,288米ドル - 性別 - 男性: 29,735米ドル - 女性: 20,671米ドル - 人口1人あたり収入: 15,022米ドル - 貧困線以下 - 対人口: 18.9% - 対家族数: 14.8% - 18歳未満: 24.1% - 65歳以上: 12.6% |

## 都市と町
| - アントン - レベランド - 郡庁所在地 - オプダイクウェスト | - オクラホマフラット - ペップ - ペティット | - ラウンダップ - ロープスビル - スマイアー | - サンダウン - ウィッタラル |